# 三都镇 (资兴市)
三都镇为湖南省资兴市所辖镇。2012年4月，自原碑记乡划入所辖的石拱、太坪、碑记（含碑记社区）、高桥、源塘、松木、龙竹7个行政村。三都镇下辖14行政村，5个社区；总面积68.26平方公里，总人口4.27万人。

## 行政区划
2012年4月合并前的三都镇下辖
三都社区、北平硐社区、南平硐社区、矿业集团总部社区、蔬菜村、辰南村、中田村、张家湾村、鹿东村、上洞村和三都村共计4社区和7行政村。